# عبدالمجید ناجی
عبدالمجید ناجی (انگلیسی: Abdel Majid Naji؛ زادهٔ ۱۴ اکتبر ۱۹۳۶) بازیکن فوتبال اهل تونس بود.
وی همچنین در تیم ملی فوتبال تونس بازی کرده‌است.